# Scharnhorst, Eschede
Scharnhorst är en ortsteil i kommunen Eschede i Celle i förbundslandet Niedersachsen i Tyskland. Scharnhorst var en kommun fram till 1 januari 2014 när den uppgick i Eschede. Kommunen Scharnhorst hade 656 invånare 2013.